# حارس كامل
حارس كامل هو قاص وروائي مصري، حصل على جائزة الشارقة للإبداع العربي في مجال الرواية سنة 2016.

## سيرة موجزة
ولد حارس كامل يوسف الصغير في قفط بمحافظة قنا، وحصل على درجة البكالوريوس من كلية التجارة بسوهاج، كما حصل على درجة الماجستير في إدارة الأعمال، ويعمل محاسبًا بأحد البنوك. يكتب القصة القصيرة والرواية.

## المؤلفات
- وغربت شمس اليوم الثامن (مجموعة قصصية): فازت بجائزة عماد قطري للقصة القصيرة.[3]
- محطة مترو (مجموعة قصصية)، دار غراب للنشر.[3]
- دوامات الأحزان (رواية): فازت بجائزة الشارقة للإبداع العربي.[4]

## الجوائز
- جائزة الشارقة للإبداع العربي (الدورة التاسعة عشرة) في مجال الرواية (2016)، عن رواية «دوامات الأحزان».[3]
- مسابقة ديوان العرب الأدبية (الدورة السابعة) في مجال القصة القصيرة (2016).[2]
- المركز الأول في المسابقة الأدبية السنوية لنادى القصة بأسيوط في فرع القصة القصيرة جدًا (2019).[5]